# 中南民族大学

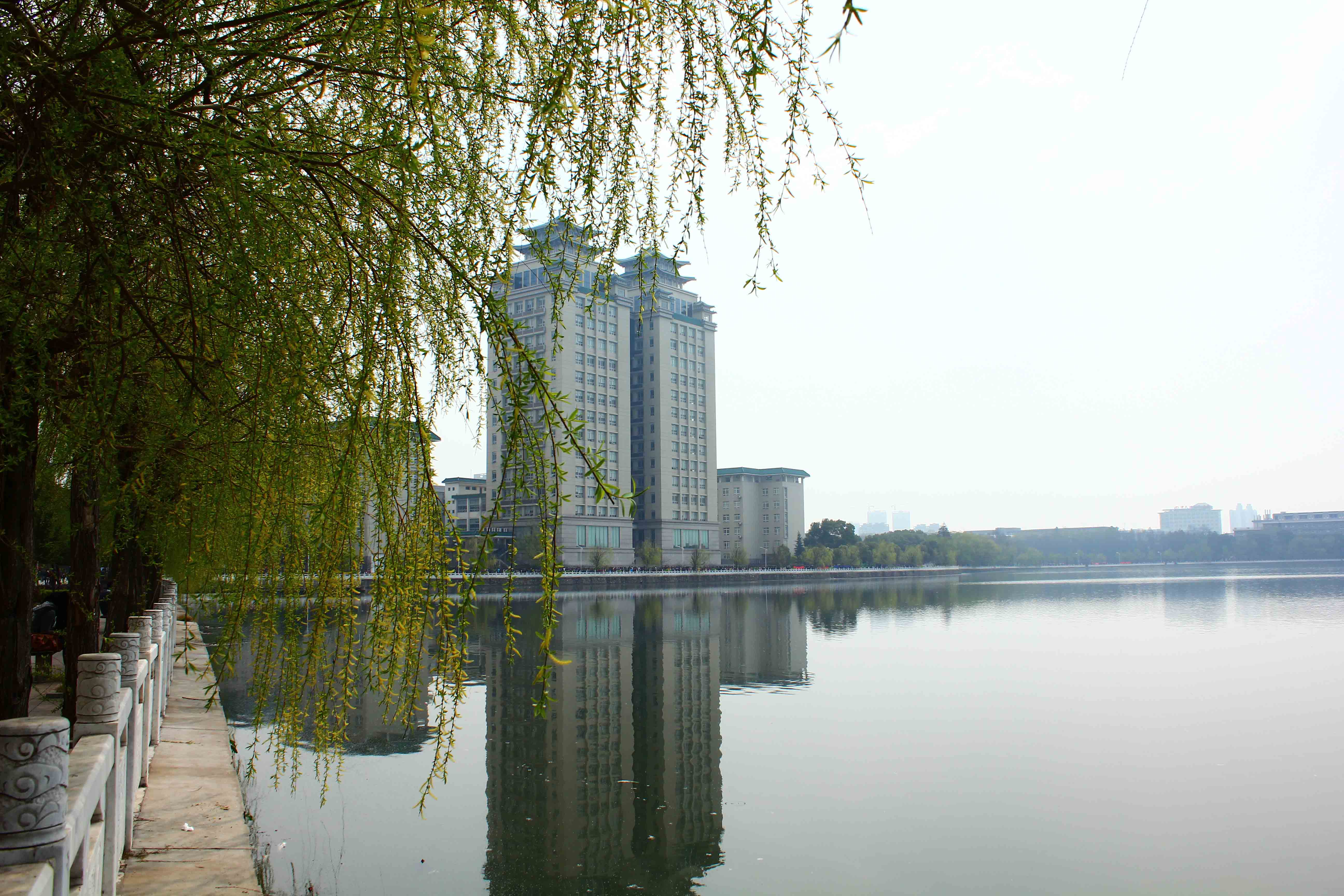
中南民族大学图书馆

中南民族大学（英語：South-Central Minzu University，简写SCMU，羅馬化：South-Central University for Nationalities，缩写：SCUEC、SCUN），简称中南民大，是国家民族事务委员会直属的综合性民族大学，位于中國武汉市洪山区南湖之滨。学校前身为中南民族学院，创建于1951年，2002年3月更名为中南民族大学。少数民族学生约占在校学生总数的60%以上。

## 历史沿革
1951年，1月中南军政委员会遵照中央人民政府政务院颁发的《培养少数民族干部试行方案》的规定，委托中原大学（华中师范大学的前身）筹办中央民族学院中南分院，校址选在武昌洪山南麓（现湖北省军区大院内），由中原大学副校长孟夫唐兼任院长。5月，中南军政委员会于全中南地区下达征调学员通知，征调对象以行政干部为主，主要培养县、区级干部，所有学员六个月学习期满后，仍回原籍工作。11月29日学校正式开学，当天也被学校定为校庆日。
1952年，11月27日经中南军政委员会批准，中央民族学院中南分院改名为中南民族学院，学院由中南民族事务委员会领导，院长仍由孟夫唐兼任。
1953年，中南民族事务委员会决定将筹办的广东民族学院停办，并把该院的干部、学员调到中南民族学院。使学院教职工达130人，学员569人。
1954年，中南行政单位取消后，中南民族学院改属中央教育部领导，湖北省教育厅代管。
1956年，学校首次开办语文、历史两个师范类专科，并进入全国高考统一招生，正式成为普通高等院校，同年秋中南民族学院在校学生达1062人。
1957年，根据中央文件，学校更名为中央民族学院武汉分院，隶属高等教育部下属的中央民族学院（今中央民族大学）。
1958年，学校经批准首批招收中文和历史两个师范类本科专业，标志学校正式成为全日制本科普通高等院校。
1960年，经中央民委通知，学校与中央民族学院成为民委重点高校。
1971年，学校在文革极左思潮的冲击下被迫撤销，建校20年来建设成果毁于一旦。
1980年，中南民族学院由中央批准复办，开始了二次创业，由国家民委直接管理，1981年秋学校恢复招生。
1985年，学校招收首批硕士研究生，包括民族史、汉语史、基础数学和有机化学四个专业。
1986年，学校建成全国第一所民族学博物馆。建筑面积2613平方米,展览面积770平方米，由原国家副主席乌兰夫题写馆名。
1990年，学校著名社会学家、民族学家、教育学家吴泽霖教授去世，根据吴老遗愿，学校设立吴泽霖教授奖学基金，奖励在校优秀研究生、本科生，成为我校最高等级奖学金。
2002年，学校正式更名为中南民族大学。
2003年，学校新图书馆——双塔楼建成开馆，共17层，高85米，成为学校的标志性建筑，同时也成为全国高校中最高图书馆。同年，学校成为国家民委与武汉市共建高校。
2004年，学校颁布“笃信好学，自然宽和”的新校训，次年颁布《中南民族大学校歌》，标志学校文化建设又上了一个新台阶。
2006年，学校正式获得博士学位授予权，形成了学士、硕士和博士的完整的学位教育体系，并于当年首次进入第一批次院校招生。
2008年，学校获得推荐优秀本科应届毕业生免试攻读硕士学位研究生资格，同年与美国威斯康星州立大学普拉特维尔分校合办我国民族高校在外建立的第一所孔子学院。
2010年，学校历史上首次实现56个民族的学生齐聚校园。
2011年，学校迎来建校60周年校庆，同年经教育部批准学校成为具有教授评审权的高等学校。
2012年，学校教师教学发展中心入选全国30个国家级教师教学发展示范中心,也成为非“211工程”院校中唯一获批单位。同年学校首个博士后科研流动站——民族学博士后科研流动站获批，标志学校已建立起比较完善的硕士、博士、博士后高层次人才培养体系。
2013年，热水全面进入学生宿舍，次年教室宿舍空调安装全面完成，民大学子从此“告别”酷暑与严冬。
2023年，中国教育部八月份通过了中南民族大学章程修正案（2023年核准稿），其中包括：学校名称为中南民族大学（简称中南民大），英文名称为South-Central Minzu University（简写SCMU），网址为http://www.scmu.edu.cn ，原网址http://www.scuec.edu.cn 仍沿用。学校法定住所地为湖北省武汉市洪山区民族大道182号。

## 历任校长
- 孟夫唐（1951年－1953年11月）
- 熊寿祺（1953年12月－1954年8月）
- 李守宪（1954年8月－1958年4月）
- 李步海（？－？）
- 陈达云（2002年12月－2005年2月）
- 高瑞（2005年2月－2008年6月）
- 雷召海（2008年6月—2012年3月）
- 李金林（2012年3月—2024年7月）
- 刘义（2024年7月—）[2]

## 院系设置
- 部分学院专业采取大类招生，自选方向的模式进行培养，具体分类以当年招生计划为准。
- 预科教育为一年制，文理分班。期满后根据成绩等相关信息进行专业选择，独立于本科教育之外。
- 武汉长江工商学院原中南民族大学工商学院是中南民大的独立学院，教学与住宿均有独立校区，独立招生。

| 法学院 - 法学 文学与新闻传播学院 - 汉语言文学 - 对外汉语 - 新闻学 - 广告学 - 广播电视新闻学 民族学与社会学学院 - 民族学 - 社会学 - 社会工作 - 历史学 美术学院 - 美术学 - 动画 - 艺术设计 外语学院 - 英语 - 日语 马克思主义学院 - 思想政治教育 | 经济学院 - 经济学 - 国际经济与贸易 - 金融学 - 保险学 - 金融工程 管理学院 - 管理学 - 财务管理 - 会计学 - 市场营销 - 人力资源管理 - 旅游管理 - 信息管理与信息系统 - 电子商务 公共管理学院 - 行政管理 - 公共事业管理 - 劳动与社会保障 - 应用心理学 - 教育学 - 政治学与行政学 计算机科学学院 - 计算机科学与技术 - 软件工程 - 网络工程 - 自动化 数学与统计学学院 - 数学与应用数学 - 信息与计算科学 - 统计学 | 化学与材料科学学院 - 应用化学 - 材料化学 - 化学工程与工艺 - 高分子材料与工程 资源与环境学院 - 环境科学 - 环境工程 电子信息工程学院 - 电子信息工程 - 通信工程 - 光信息科学与技术 生物医学工程学院 - 生物医学工程（医学仪器） - 生物医学工程（医学信息工程） 生命科学学院 - 生物技术 - 生物工程 药学院 - 药物制剂 - 药学 - 化学生物学 音乐舞蹈学院 - 音乐学（教育） 体育学院 - 社会体育 预科教育学院 继续教育学院 武汉长江工商学院 计算机实验中心 |

## 省部级重点学科
学校拥有省部级一级重点学科9个，二级重点学科2个，覆盖二级学科63个。

## 校园文化
- 大学校训：笃信好学 自然宽和
- 大学校歌：中南民族大学校歌（余和祥 词 王佑贵 曲）
- 最高荣誉：吴泽霖教授奖学金（一年一度，分为一、二、三等，主要针对高年级学生，评选标准严格，获奖比率约1/500，一等时常轮空。）
- 特色活动：南湖杯系列比赛、共青杯系列比赛、运动会、社团活动月、民族舞蹈大赛（两年一届）、南湖大讲坛、新年音乐会......
- 生活传统：晨跑签到、卓越走廊晨读、英语角
- 文体设施：民族学博物馆、光谷美术馆、双塔楼图书馆、南书院自习室、大学生活动中心、游泳馆、体育馆。

## 合作院校
中南民族大学與全球20多所大學建立姊妹院校和合作關係，現列部分院校如下：
| - 日本 - 东京学艺大学(Tokyo Gakugei University) - 文理大学(Nippon Bunri University) - 文教大学(Bunkyo University) - - 全北国立大学(Chonbuk National University) - 全州大学(Jeonju University) - 庆熙大学(Kyung Hee University) - 全南国立大学(Chonnam National University) - - 悉尼大學(University of Sydney) - 南澳大學(University of South Australia) - 北墨尔本高等技术学院(Northern Melbourne Institute of TAFE) - 加拿大 - 圣弗朗西斯泽维尔大学(St. Francis Xavier University) | - 美国 - 威斯康辛大学普莱维尔分校(University of Wisconsin,Platteville) - 威斯康星大学拉克洛斯分校(University of Wisconsin,La Cross) - 法國 - 波尔多四大(Université Montesquieu：Bordeaux 4) | - 德国 - 路德维希堡高等专业学院-公共管理与金融学院(Fachhochschule Ludwigsburg - Hochschule für öffentliche Verwaltung und Finanzen) |

## 校际合作项目
- 中美合作英语教育硕士项目：美方合作院校威斯康辛大学普莱维尔分校（University of Wisconsin, Platteville），学制2年，寒暑假授课，可赴美学习半年。
- 中美合作软件工程本硕连读项目：美方合作院校威斯康辛大学拉克洛斯分校（University of Wisconsin, La Cross），学制5年，从学校大一新生中报名选拔，在民大经三年学习获得中方本科学位后，第四年赴美学习2年，毕业获得美方软件工程硕士学位。
- 中加本科教育合作项目：加方合作院校圣弗朗西斯泽维尔大学（St. Francis Xavier University），针对在校大二、三学生，可赴加学习2年，毕业时可同时获得中外双方学士学位，但要求中外专业相同。
- 十校联合办学辅修双学位：与中南财经政法大学、武汉工程大学等武汉市9所高校联合办学，针对在校大二学生，符合条件的学生可跨校辅修双学位。